# Franz Pomassl
Franz Pomassl (* 1966 in Gföhl) ist ein österreichischer Klangkünstler, Musiker, DJ, Labelbetreiber und Hochschullehrer. Seine Werke lassen sich der elektronischen Musik zuordnen.

## Leben
Franz Pomassl studierte von 1989 bis 1991 bei Arnulf Rainer Malerei an der Akademie der bildenden Künste Wien und von 1991 bis 1992 ebenfalls an der Akademie die technischen Grundlagen der Malerei bei Franz Graf. Ab 1991 studierte er außerdem elektroakustische und experimentelle Musik an der Universität für Musik und darstellende Kunst Wien. 1995 folgte ein Studium der Fachrichtung Neue Medien an der Akademie der bildenden Künste Wien sowie 1996 ein Studium an der Tokioter Zokei Universität.
Ab 1992 präsentierte Pomassl erste Ausstellungen und Intermediaprojekte, unter anderem Silicon Planet und Time Based Bar (1992), Wiener Heute (1993), Monitor 93 (1993) und Simulationsroom-Mosaic Soundscape (1993).
Als Musiker experimentiert er mit den Grenzen der auditiven Wahrnehmung, in dem er die Parameter der Musikinstrumente überschreitet und die Barrieren der akustischer Rezeption auslotet. Pomassl entwickelt auch elektroakustische Geräte und Verfahren, mit denen er insbesondere die räumlich-physischen Wahrnehmungen der Rezipienten anspricht. Unter anderem nutzt er für Menschen nicht hörbare infrasonische Frequenzen, die aber von der Hautoberfläche sowie den inneren Organen wahrgenommen werden können.
1996 erschien auf Craft Records mit Skeleton 1 sein erstes Album als Pomassl. Der zweite Teil Skeleton 2 erschien 1997. Nach einem Forschungsaufenthalt am Erdbebensimulationszentrum in Tokio entstand das Album Trail Error. Aus der Zusammenarbeit mit Kodwo Eshun entstand 1999 das Album Architectronics. Live präsentierte er seine Arbeiten als DJ und Live-Act, unter anderem Europa, Nordamerika und Japan.
2011 habilitierte er an der Akademie der bildenden Künste Wien. Er lehrt dort als Dozent im Fachbereich „Kunst und Sound“ und ist Begründer sowie Leiter des Forschungslabors Sound / Soundstudio und der wissenschaftlich-gestalterischen Interdisziplin „Sound“ am Institut für bildende Kunst.
Pomassl lebt und arbeitet in Jaidhof und Wien.

## Diskografie (Auswahl)
Alben
- 1996: Skeleton 1 (Craft Records)
- 1997: Skeleton 2 (Craft Records)
- 1997: Trail Error (Laton)
- 1999: Architectronics (mit Kodwo Eshun; Craft Records)
- 2002: Retrial Error (Laton)
- 2006: Skeleton (Laton)
- 2007: Spare Parts (Raster-Noton)
- 2011: Surplus Ships (Laton)

Singles & EPs
- 1999: Soundtrack #02 (Ego Vacuum)
- 2007: Skeleton (Sex Tags Mania)

## Auszeichnungen
- 1990: Anerkennungspreis für Bildende Kunst des Landes Niederösterreich